# Аркус секанс
Аркус секанс је функција инверзна функцији секанса.

## Формуле
Следе неке од формула које се везују за аркус секанс:
{\displaystyle \operatorname {arcsec}(-x)=\pi -\operatorname {arcsec} x\!}
{\displaystyle \operatorname {arcsec} {\frac {1}{x}}=\arccos x}
Извод:
{\displaystyle {\frac {d}{dx}}\operatorname {arcsec} x{}={\frac {1}{|x|\,{\sqrt {x^{2}-1}}}};\qquad |x|>1}
Представљање у форми интеграла:
{\displaystyle \operatorname {arcsec} x{}=\int _{1}^{x}{\frac {1}{x{\sqrt {x^{2}-1}}}}\,dx,\qquad x\geq 1}
Представљање у форми бесконачне суме:
{\displaystyle {\begin{aligned}\operatorname {arcsec} x&{}=\arccos \left(x^{-1}\right)\\&{}={\frac {\pi }{2}}-(x^{-1}+\left({\frac {1}{2}}\right){\frac {x^{-3}}{3}}+\left({\frac {1\cdot 3}{2\cdot 4}}\right){\frac {x^{-5}}{5}}+\left({\frac {1\cdot 3\cdot 5}{2\cdot 4\cdot 6}}\right){\frac {x^{-7}}{7}}+\cdots )\\&{}={\frac {\pi }{2}}-\sum _{n=0}^{\infty }\left({\frac {(2n)!}{2^{2n}(n!)^{2}}}\right){\frac {x^{-(2n+1)}}{(2n+1)}};\qquad \left|x\right|\geq 1\end{aligned}}}